# Мінерал-Веллс (Техас)
Мінерал-Веллс (англ. Mineral Wells) — місто (англ. city) в США, в округах Пало-Пінто і Паркер штату Техас. Населення — 14 820 осіб (2020).

## Географія
Мінерал-Веллс розташований за координатами 32°49′25″ пн. ш. 98°4′44″ зх. д. / 32.82361° пн. ш. 98.07889° зх. д. (32.823483, -98.078798).  За даними Бюро перепису населення США в 2010 році місто мало площу 54,79 км², з яких 52,83 км² — суходіл та 1,96 км² — водойми.

### Клімат
Місто знаходиться у зоні, котра характеризується вологим субтропічним кліматом. Найтепліший місяць — липень із середньою температурою 29.4 °C (85 °F). Найхолодніший місяць — січень, із середньою температурою 7.2 °С (45 °F).
| Клімат Мінерал-Веллса   | Клімат Мінерал-Веллса | Клімат Мінерал-Веллса | Клімат Мінерал-Веллса | Клімат Мінерал-Веллса | Клімат Мінерал-Веллса | Клімат Мінерал-Веллса | Клімат Мінерал-Веллса | Клімат Мінерал-Веллса | Клімат Мінерал-Веллса | Клімат Мінерал-Веллса | Клімат Мінерал-Веллса | Клімат Мінерал-Веллса | Клімат Мінерал-Веллса |
| Показник                | Січ.                  | Лют.                  | Бер.                  | Квіт.                 | Трав.                 | Черв.                 | Лип.                  | Серп.                 | Вер.                  | Жовт.                 | Лист.                 | Груд.                 | Рік                   |
| Абсолютний максимум, °C | 31                    | 32                    | 35                    | 36                    | 37                    | 43                    | 44                    | 42                    | 42                    | 40                    | 32                    | 32                    | 44                    |
| Середній максимум, °C   | 13                    | 16                    | 20                    | 25                    | 28                    | 34                    | 36                    | 36                    | 32                    | 26                    | 19                    | 15                    | 25                    |
| Середня температура, °C | 6                     | 9                     | 12                    | 18                    | 22                    | 27                    | 29                    | 29                    | 25                    | 19                    | 12                    | 8                     | 18                    |
| Середній мінімум, °C    | 0                     | 2                     | 5                     | 11                    | 16                    | 21                    | 22                    | 22                    | 18                    | 12                    | 5                     | 1                     | 11                    |
| Абсолютний мінімум, °C  | −15                   | −16                   | −12                   | −1                    | 3                     | 12                    | 15                    | 15                    | 8                     | −1                    | −11                   | −12                   | −16                   |
| Норма опадів, мм        | 40                    | 30                    | 30                    | 80                    | 120                   | 60                    | 60                    | 40                    | 50                    | 70                    | 30                    | 30                    | 700                   |
| Днів з дощем            | 4                     | 3                     | 3                     | 6                     | 7                     | 4                     | 5                     | 3                     | 3                     | 4                     | 2                     | 3                     | 54                    |
| Вологість повітря, %    | 65                    | 63                    | 56                    | 61                    | 69                    | 62                    | 60                    | 57                    | 60                    | 62                    | 61                    | 62                    | 62                    |
| ----------------------- | --------------------- | --------------------- | --------------------- | --------------------- | --------------------- | --------------------- | --------------------- | --------------------- | --------------------- | --------------------- | --------------------- | --------------------- | --------------------- |
| Джерело: Weatherbase    |                       |                       |                       |                       |                       |                       |                       |                       |                       |                       |                       |                       |                       |

## Демографія
Згідно з переписом 2010 року, у місті мешкало 16 788 осіб у 5483 домогосподарствах у складі 3710 родин. Густота населення становила 306 осіб/км².  Було 6331 помешкання (116/км²).
Расовий склад населення:
| - 75,3 % — білих - 7,8 % — чорних або афроамериканців - 0,7 % — корінних американців - 0,5 % — азіатів - 13,6 % — осіб інших рас |

До двох чи більше рас належало 2,1 %. Частка іспаномовних становила 26,3 % від усіх жителів.
За віковим діапазоном населення розподілялося таким чином: 24,9 % — особи молодші 18 років, 62,5 % — особи у віці 18—64 років, 12,6 % — особи у віці 65 років та старші. Медіана віку мешканця становила 33,9 року. На 100 осіб жіночої статі у місті припадало 118,7 чоловіків;  на 100 жінок у віці від 18 років та старших — 122,8 чоловіків також старших 18 років.
Середній дохід на одне домашнє господарство  становив 49 236 доларів США (медіана — 33 125), а середній дохід на одну сім'ю — 53 853 долари (медіана — 39 486). Медіана доходів становила 35 744 долари для чоловіків та 24 405 доларів для жінок. За межею бідності перебувало 26,3 % осіб, у тому числі 33,4 % дітей у віці до 18 років та 14,2 % осіб у віці 65 років та старших.
Цивільне працевлаштоване населення становило 5820 осіб. Основні галузі зайнятості: освіта, охорона здоров'я та соціальна допомога — 18,0 %, виробництво — 17,9 %, роздрібна торгівля — 13,2 %, мистецтво, розваги та відпочинок — 11,9 %.